# Leuchtturm Ģipka
Der Leuchtturm Ģipka (lettisch Ģipkas bāka) befindet sich beim lettische Dorf Ģipka (deutsch Gipken) am Rigaer Meerbusen. Er wurde als Metallfachwerk errichtet. Der obere Teil des Turms ist mit Holzlatten verkleidet. Die oberen zwei Drittel sind rot gestrichen und das untere Drittel weiß. Damit dient der Turm auch als Tagessichtmarke.